# Водоснабжение и канализация на Мальдивах
Совершенствование систем водоснабжение и канализации – одно из приоритетных направлений развития Мальдивской Республики. Правительство страны разработало комплекс мер, призванных обеспечить население республики доступом к питьевой воде, водопроводу и канализации на 100%. При этом должны быть соблюдены принципы устойчивого развития и противодействия загрязнению океана сточными водами.
Реализацией плана занимаются как государственные организации, так и частные компании. К участию в мероприятиях привлекаются иностранные инвесторы.

## Национальная политика в области водоснабжения и канализации (NWSP)
Стремление к обеспечению населения Мальдив водой и канализацией легло в основу национальной политики. В 2010 году Мальдивская республика присоединилась к международной организации Sanitation and Water for All (SWA), занимающейся вопросами водоснабжения, санитарии и предотвращения загрязнения окружающей среды.
В 2017 году в соответствии с Конституцией Мальдивской Республики была утверждена Национальная политика в области водоснабжения и канализации (NWSP), включающая девять основных принципов:
- обеспечить доступ населения к качественному водоснабжению и услугам канализации;
- внедрять современные, экономически эффективные и экологически безопасные технологии;
- укреплять правовую базу;
- поощрять частные инвестиции в водный и ассенизационный сектор;
- наращивать институциональный потенциал;
- поддерживать финансовую и экологическую устойчивость;
- усиливать пропаганду для повышения сознательности населения;
- содействовать исследованиям и разработкам;
- принимать комплексные меры по защите и сохранению водных ресурсов.

## Генеральный план водоснабжения и канализации на 2021–2035 годы
Генеральный план водоснабжения и канализации на 2021–2035 годы был принят на основании закона «О водоснабжении и канализации» №8 от 2020 года.
Практической реализацией Генерального плана занимаются как государственные, так и частные компании. Ведущей государственной организацией является Male' Water and Sewerage Company Private Limited (MWSC). Основное направление ее деятельности – обустройство и обслуживание современных инженерных систем, включающих опреснительные станции, резервуары, септики, коммуникации, иные технологичные и безопасные элементы.
MWSC была основана в 1995 году в Мале. На данный момент она управляет системами водоснабжения и канализации на нескольких десятках островов, включая столицу. Сервис MWSC охватывает свыше половины населения Мальдив.

## Участие иностранного капитала
Правительство Мальдив активно привлекает иностранный капитал. По соглашению с ним, японская компания Hitachi Plant Technologies приобрела 20% акций MWSC. Это положительно сказалось на сроках и качестве модернизации услуг водоснабжения и канализации.
Одна из дочерних компаний Hitachi Group, Aqua-Tech Engineering and Supplies Pte. Ltd. (Сингапур), производящая системы обратного осмоса, поставила на Мальдивы около 200 установок опреснения морской воды.
В 2019 году EXIM Bank (Индия) открыл правительству Мальдив кредитную линию на сумму 800 миллионов долларов США. Благодаря ей к 2024 году были запущены объекты водоснабжения и канализации (в том числе, и комбинированные) на 28 островах.

## Политика резортов
Строительство новых и реновация старых отелей-резортов проводится в соответствии Национальной политикой в области водоснабжения и канализации Мальдивской Республики. Гости отелей в полном объеме обеспечиваются водой (в том числе, и питьевой) благодаря опреснительным станциям, включенным в современные системы водоснабжения.
Бытовые сточные воды проходят очистку и используются преимущественно для технических нужд. Часть очищенных сточных вод выводится в океан на расстояние 300–500 метров от берега без ущерба для окружающей среды.